# Neumühlenkapelle (Unterwittighausen)

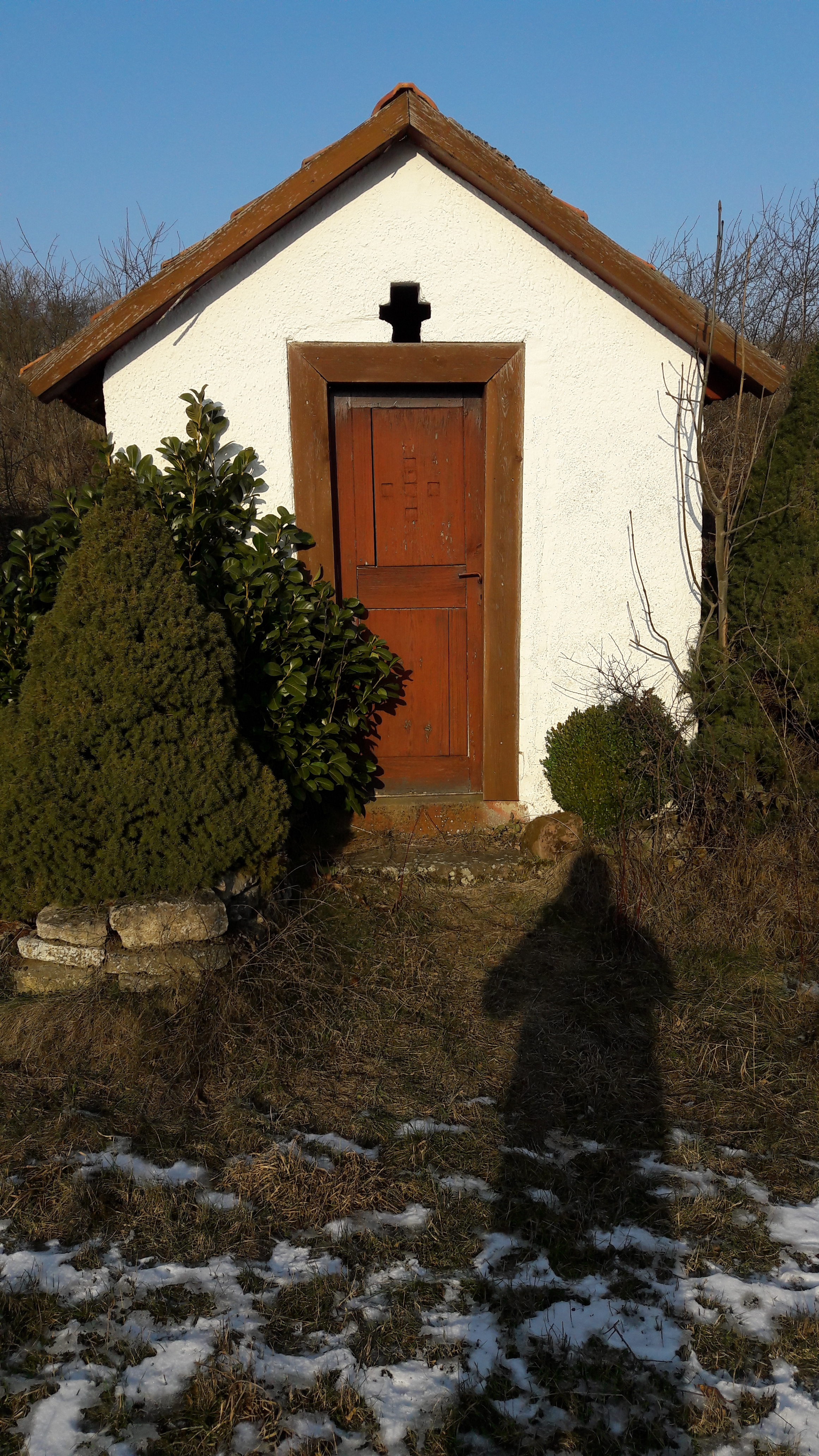
Die Neumühlenkapelle in Unterwittighausen (2017)

Die römisch-katholische Neumühlenkapelle in Unterwittighausen wurde außerhalb der Ortskerns hinter dem Wirtschaftsgebäude der ehemaligen Neumühle erbaut. Sie liegt abseits des Ortskerns in Richtung Bütthard. Grund für den Bau war ein Gelübde, als ein Sohn der Neumühlenfamilie gesund vom Ersten Weltkrieg zurückgekehrt war.

## Architektur und Ausstattung
Die Neumühlenkapelle verfügt über einen schlichten Altar.

Ansichten der Neumühlenkapelle
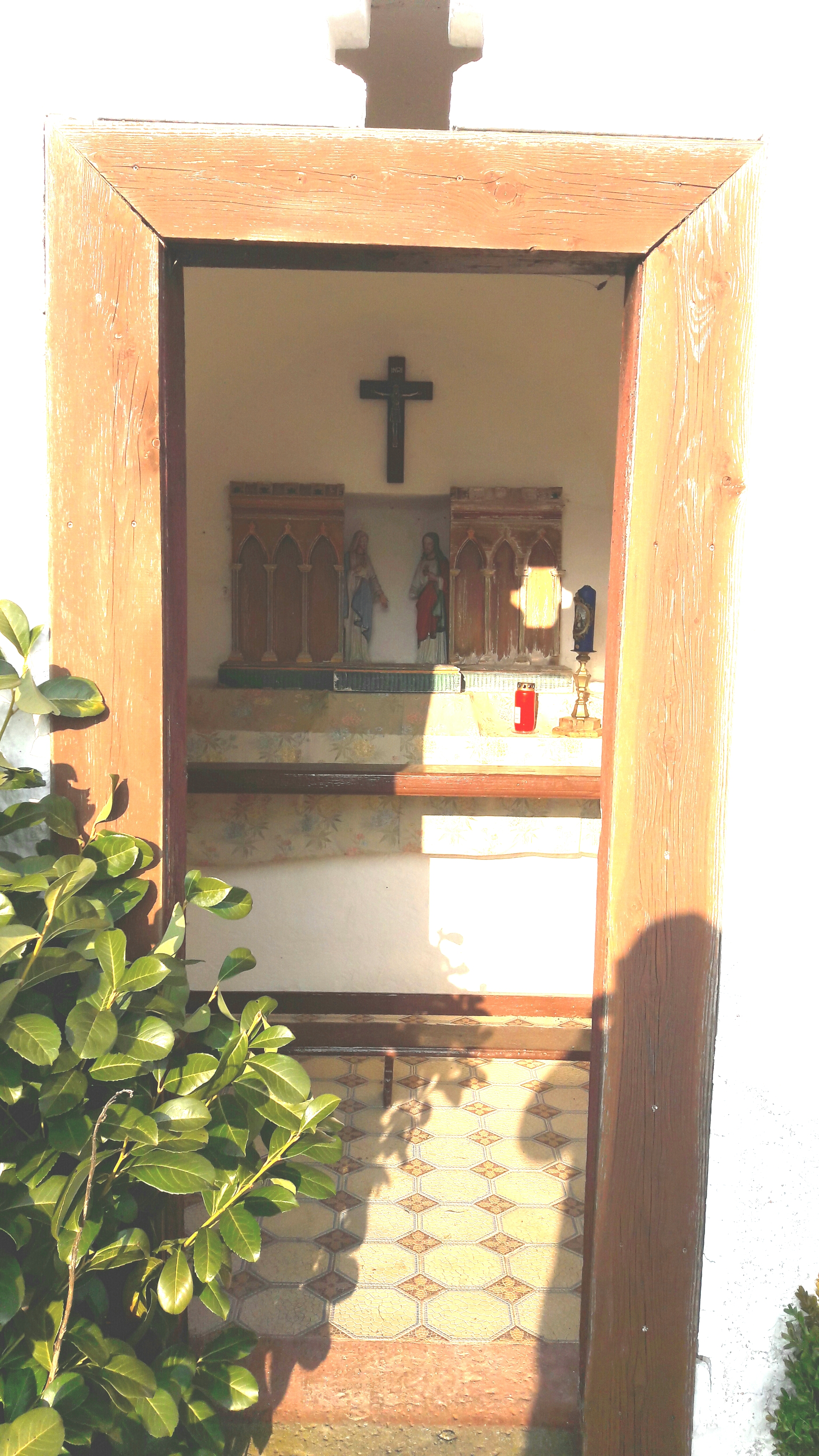
Blick in den Innenraum